# Ulica Dworska w Krakowie
Ulica Dworska – ulica w Krakowie, w dzielnicy VIII Dębniki, na Zakrzówku.
Łączy ulicę Jana Bułhaka i ulicę Wierzbową z ulicą Twardowskiego. Jest jednojezdniowa.

## Historia
Ulica w obecnym kształcie została wytyczona w latach dziewięćdziesiątych XIX wieku w związku z budową kolei, łączącej kamieniołom, znajdujący się w Skałach Twardowskiego, z brzegiem Wisły.
W 1912 roku Rada Miasta Krakowa nadała ulicy obecną nazwę. Nazwa ta uzasadniona została tym, że dawniej w miejscu ulicy znajdowały się zabudowania XVII-wiecznego dworu kapitulnego.

## Zabudowa
- ul. Dworska 4 – pozostałości po dworze kapitualnym, budynku dworu, fragmenty muru ogrodzeniowego i pojedyncze okazy starodrzewu, pochodzące z 1616 roku. 25 maja 1990 wpisane do rejestru zabytków nieruchomych.
- ul. Dworska (ul. Twardowskiego) – Kaplica, 1876.

Opracowano na podstawie źródła: Gminnej ewidencji zabytków – Kraków.